# Der Sieg des Kapitals
In ihrer Monografie Der Sieg des Kapitals (2013) geht Ulrike Herrmann auf die Wurzeln des Kapitalismus zurück, da dieser in erster Linie historisch zu verstehen sei. Sie grenzt dabei streng die Begriffe Markt, Geld und Kapital voneinander ab, da ihre Vermischung oder Verwechslung gravierende Missverständnisse  hervorgerufen hätte.

## Inhalt
Die Entstehung des modernen Kapitalismus in England erklärt sie mit den hohen Löhnen, die den technischen Fortschritt in der Textilindustrie erst erzwungen hätten:
„Nicht durch niedrige Löhne wird der Kapitalismus angetrieben, sondern durch hohe. Nur wenn die Arbeitskräfte teuer sind, lohnen sich technische Innovationen, die die Produktivität steigern und damit Wachstum erzeugen.“
Die Märkte der „Marktwirtschaft“, erklärt die Autorin, seien weitgehend eine Fiktion, ebenso wie der freie Wettbewerb, der allenfalls ein Spielfeld für kleine Firmen sei. Dominiert würde die Wirtschaft weitgehend von wenigen Konzernen, die zumeist schon Ende des 19. Jahrhunderts gegründet wurden. Diese Großkonzerne hätten kein Interesse am Wettbewerb, neue Mitbewerber hätten keine Chance beim gegebenen Investitionsvolumen etwa in der Automobilindustrie eine Firma zu gründen. Über die Leitungspositionen in diesen Konzernen entscheide, wie der Eliteforscher Michael Hartmann dies dargestellt habe, gerade nicht die vermeintliche Leistung, sondern vorwiegend die soziale Herkunft. Einen besonders paradoxen Widerspruch zum Marktmodell stelle der so genannte „Arbeitsmarkt“ dar, da die Löhne als Preis der Arbeit von den Arbeitgebern allein festgelegt würden, sich also gerade nicht im freien Spiel von Angebot und Nachfrage herausbilden würden:
„Der »Arbeitsmarkt« kann gar kein echter Markt sein, der von selbst einen fairen Lohn erzeugt. Denn ungeschützt wären die Beschäftigten gezwungen, ihre Arbeitskraft selbst zu niedrigsten Preisen zu verkaufen, weil sie überleben müssen. Es herrscht ein Machtgefälle zwischen Arbeitgebern und Arbeitnehmern, wie schon Adam Smith weitsichtig beobachtet hat.“
Echter Wettbewerb um den Preis der Arbeit sei historisch erst mit der starken Verhandlungsposition der Gewerkschaften möglich geworden. Diese Position habe sie aber verloren.
Der Staat sei nicht Antipode der Wirtschaft, sondern geradezu die Lebensbedingung, indem er den Kapitalismus fördere und seine sozialen Folgen stabilisiere. Darüber hinaus steuere der Staat die Wirtschaft über das Zinsniveau, das das Verhalten des Finanzmarktes bestimme.
Globalisierung sei nichts grundsätzlich Neues, der Begriff würde in erster Linie als Scheinargument eingesetzt, um ein ungerechtfertigtes Lohndumping plausibel erscheinen zu lassen.
Geld und Kapital seien Konzepte, die nicht in eins gesetzt und vermengt werden dürften. Geld verwandele sich erst dadurch in Kapital, dass es investiert wird, um Güter von besserer Qualität und zu günstigeren Preisen herzustellen. Eine Gesellschaft könne für die Zukunft nur vorsorgen, indem sie heute in die Produktion von morgen investiere. Das Geld als solches sei dagegen keine Triebkraft der Wirtschaft, da es auch in unproduktiven und schädlichen Spekulationsblasen aufgehäuft werden könne. Daher sei Geldbesitz per se nicht wirtschaftsfördernd, was im vereinfachten und verallgemeinerten Begriff von "Kapital" (Sachkapital plus Finanzkapital") verschleiert würde.

## Rezensionen
Stephan Kaufmann urteilt in seiner Rezension der Frankfurter Rundschau, die Darstellung gebe Laien einen guten Überblick, sie nehme die nötige Gegenposition zur herrschenden Lehre ein und zeige, dass die Welt nicht so einfach ist, wie sie Ökonomen und Politiker uns erklären. Kaufmann kritisiert aber, die Autorin schlage in ihrem Bedürfnis, gängige Irrtümer aufzuklären, zuweilen über die Stränge: „In ihrer Darstellung ist Inflation nie schlecht, Schulden sind nie ein Problem, einen Markt gibt es eigentlich gar nicht und Löhne können gar nicht hoch genug sein. Das ist zu einfach. Zudem hat sie sich mit der Erklärung des großen Ganzen auf nur 280 Seiten viel vorgenommen. Als Resultat ist ihre Argumentation zuweilen sprunghaft und zu kurz, ganze Denkschulen versucht sie mit ein paar Sätzen zu erschlagen. Das dürfte ihre Gegner kaum überzeugen.“